# 臺灣演義 (電視劇)
《臺灣演義》（英語：Once upon a time, in Taiwan）是台灣電視公司八點檔連續劇之一，1996年1月1日至3月22日每週一至週五晚上八點播出。製作單位賞心悅目文化公司，製作人徐進良、林桂瑛。該劇是徐進良繼1994年《臺灣水滸傳》後，再度製播的台視八點檔連續劇。

## 劇情大綱
邱仔舍是地方的小地主，經營米店。舍深愛的妻子美智子，在生下大女兒碧霞後因肺病過世。後舍又娶了邱仔嬸及細姨麗菊，豈知麗菊與青梅竹馬男友阿成私通，舍在眾人勸說下成全二人。邱仔嬸生下了兒子碧文及女兒碧雲，碧文卻到大陸參加中國抗日戰爭下落不明。
顧團長夫人顧媽媽在顧團長戰死後，帶領著兒子國忠、女兒國秀到台灣尋找失散多年的大兒子國強，在船上遇到想到台灣做生意的朱友和，後幸舍、霞幫忙介紹米店附近一空下來的日本食堂改裝成「顧媽媽饅頭店」，以賣饅頭為生安頓下來，友和也住在顧家做些化妝品生意謀生。
國忠、友和對熱心幫忙的碧霞都非常好感，舍卻安排陳大地主的獨生子陳正賢與碧霞相親。友和、國忠、正賢偶然發現三人都是三月二十九日出生，遂結為兄弟。

## 演員表
| 角色                  | 演員                    | 角色介紹 |
| 邱碧霞                | 陳美鳳                  | 邱仔舍和美智子的女兒，邱碧雲同父異母的姊姊 |
| 美智子                | 陳美鳳                  | 邱仔舍的元配，邱碧霞的母親 |
| 秋月                  | 陳美鳳                  | 與美智子神似的女子 |
| 邱仔舍                | 龍劭華                  | 邱碧霞與邱碧雲的父親 |
| 朱友和                | 翁家明                  | 邱碧霞的丈夫，後因被金生打傷造成殘廢，但被燕茹的父親治癒                                                                                             |
| 葉金生 （顧國強）     | 黃建群                  | 地方惡勢力 實為顧媽媽失蹤的兒子 |
| 陳正賢（卡多）        | 江宏恩                  | 碧霞的初戀情人，後去日本，之後又回來台灣 |
| 顧媽媽 （司馬翠翠）   | 馬世莉                  | 國忠和國秀的母親，後與艾將軍廝守終身 |
| 楊玉環                | 李芳雯                  | 第43集登場，原與宋主任相親，後心儀邱仔舍並與邱仔舍在一起                                                                                             |
| 邱碧雲                | 謝金燕                  | 邱仔舍和邱仔嬸的女兒，邱碧霞同父異母的妹妹 |
| 顧國秀                | 劉曉憶                  | 國忠的妹妹，後與馬溫財結婚一起到台北開西餐廳 |
| 馬溫財                | 劉克勉                  | 國秀的丈夫，因故抛棄國秀去美國，後來又回來台灣找國秀                                                                                                 |
| 顧國忠                | 眭澔平                  | 國秀的哥哥，第22集為保護正賢而中彈身亡 |
| 艾國                  | 艾偉                    | 將軍，第26集起登場，心儀顧媽媽，後與顧媽媽廝守終身                                                                                                   |
| 宋課長 （宋主任）     | 王夢麟                  | 原心儀顧媽媽，後與楊玉環相親但實際並未結婚。 |
| 思孟                  | 幼年：蔡有朋 成年：王灝 | 碧霞的兒子 |
| 思琳                  | 賈靜雯                  | 碧霞的女兒 |
| 院長                  | 康殿宏                  | |
| 李燕如                | 陳孝萱                  | 朱友和再婚的妻子，患有血癌 |
| 林莉莉                | 鄔瑜佩                  | 思孟女友 |
| 林父                  | 張傑勛                  | 心儀碧霞 |
| 子明                  | 萬勃成                  | 麗菊兒子，心儀思琳 |
| 邱仔嬸                | 曾幼秀                  | 邱仔舍再娶的妻子，邱碧雲的母親。第25集因反對碧雲和萬貴交往不幸摔倒往生                                                                               |
| 蔡萬貴                | 卜學亮                  | 邱家長工，客家人，佃農之子，曾與碧雲交往，第25集因邱仔嬸反對而赴美留學，後成為留美農業專家，第50集回台找邱家人敘舊提及已結婚生子，且碧雲也表示祝福。 |
| 麗菊                  | 孟庭麗                  | 邱仔舍的妾 與阿成偷情，阿成過世後與兒子子明與邱家保持友好關係                                                                                        |
| 阿成                  | 王惠五                  | 與麗菊偷情，後因肝病去世，臨終前把麗菊與兒子託付給邱家照顧                                                                                           |
| 陳桑                  | 羅斌                    | 正賢的父親 |
| 吳唐山/顧團長（照片） | 張晨光（客串）          | 老師 顧媽媽把其當成兒子 第5集因讀書會被情報人員抓走且槍斃                                                                                            |
| 佩雅                  | 高欣欣（客串）          | 友和在大陸的未婚妻，被日本兵擊中彈身亡 |
|                       | 徐乃麟（客串）          | |
| 處長                  | 何昌達（客串）          | |
| 護士                  | 簡嘉伶 （客串）         | |
| 情報人員              | 黃冠雄（客串）          | |

## 主題曲
- 片頭曲：〈我的夢永不會停〉，作詞：林秋離，作曲：李富強，主唱：楊宗憲
- 前期片尾曲：〈一生癡情有幾回〉，作詞：克明，作曲：徐嘉良，主唱：陳美鳳（第1-25集）
- 後期片尾曲：〈愛一次痛一次〉，作詞：克明，作曲：徐嘉良，主唱：陳美鳳（第26-57集）

## 相關節目
- 臺灣水滸傳

## 外部連結
- YouTube台視官方頻道《臺灣演義》 （页面存档备份，存于）

## 作品的變遷
| 台視 週一至週五 20:00～21:00        | 台視 週一至週五 20:00～21:00       | 台視 週一至週五 20:00～21:00 |
| ----------------------------------- | ---------------------------------- | ---------------------------- |
|                                     | 臺灣演義 （1996.1.1 - 1996.3.22）  |                              |
| 今生今世 （1995.11.7 - 1995.12.29） | 情劍山河 （1996.3.25 - 1996.7.31） |                              |